# Métrologie
Cet article possède un paronyme, voir Météorologie.
La métrologie est la discipline scientifique de la mesure. Elle définit les principes et les méthodes permettant de garantir et maintenir la confiance envers les mesures résultant des processus de mesure. Il s'agit d'une science transversale qui s'applique dans tous les domaines où des mesures quantitatives sont effectuées.
Artificiellement, différents aspects de la métrologie sont distingués : la métrologie fondamentale qui vise à créer, développer et maintenir des étalons de référence reconnus ; la métrologie industrielle qui permet de garantir les mesures, par exemple d'un processus de fabrication ; la métrologie légale des mesures sur lesquelles s'appliquent des exigences réglementaires ; la métrologie quantitative concernant les mesures de masse, et la métrologie qualitative des contrôles qualité spécifiques basés sur des barèmes de la qualité, souvent dans le cadre d'un contrôle qualité lié à un système de management de la qualité.

## Définition
Devant la mondialisation et la multiplicité des échanges qu'elle engendre, des organisations internationales se sont réunies, depuis quelques décennies, pour définir des guides métrologiques. Ces derniers doivent faciliter la validation, entre partenaires, des mesures des caractéristiques des produits échangés. Un de ces guides est le Vocabulaire international de métrologie (VIM) d'où est extraite la définition suivante : la métrologie est la « science des mesurages et ses applications ; [elle] comprend tous les aspects théoriques et pratiques des mesurages, quels que soient l'incertitude de mesure et le domaine d'application ».
Un mesurage est un processus qui permet d'obtenir une ou plusieurs valeurs que l'on peut raisonnablement attribuer à une grandeur ou mesurande. Par exemple : soit à mesurer la masse d'une personne avec un pèse-personne du commerce, une seule montée sur la balance donne 75,6 kg ; ici, la grandeur à mesurer ou le mesurande est la masse de l'individu et le mesurage donne la valeur unique de 75,6 kg. Si l'opération est reprise quatre fois, on aura finalement cinq valeurs (avec la première) qui pourraient être les suivantes : 75,6 ; 75,9 ; 76 ; 75,6 ; 75,4.
L'incertitude de mesure, succinctement, est la dispersion des valeurs pouvant être attribuées à une grandeur mesurée ou mesurande. Dans l'exemple précédent, en première approche, l'étendue de la dispersion est de 76 − 75,4 (différence entre la valeur maximum et la valeur minimum de l'expérience), soit 0,6 kg.
Le domaine d'application concerne toute entité susceptible d'effectuer des mesures quantitatives. On peut y trouver la biologie médicale, la chimie pure et appliquée, l'électronique, la physique pure et appliquée, etc., et les organismes de métrologie eux-mêmes.

### Vocabulaire métrologique
Le Vocabulaire international de métrologie, concepts fondamentaux et généraux et termes associés (VIM) comprend cinq grandes sections (suivant le BIPM) :
1. grandeurs et unités ;
2. mesurages ;
3. dispositifs de mesure ;
4. propriétés des dispositifs de mesure ;
5. étalons.

#### Unité de mesure
Toute mesure implique une comparaison entre une grandeur inconnue et une grandeur de référence, l'unité de mesure. Le système d'unités principalement utilisé dans le monde est le Système international d'unités (SI) mis en place en 1960.
Celui-ci définit sept unités de base considérées par convention comme indépendantes au niveau dimensionnel. À partir de ces unités de bases sont déclinées, d'une façon et d'une seule pour chacune d'elles, toutes les autres unités dites « unités dérivées ».

## Principes fondamentaux
Le principe d'étalonnage concerne les valeurs obtenues dans un mesurage sont le résultat de mesures effectuées dans un processus de mesure comportant un instrument de mesure ; cet appareil, susceptible de variabilité dans le temps, doit être étalonné avec un ou plusieurs étalons. Le principe d'incertitude concerne la variabilité des valeurs obtenues dans un mesurage traduit est l'incertitude de mesure. Cette incertitude doit être exprimée comme une dispersion, suivant des règles complémentaires appliquées aux incertitudes. Les méthodes d'évaluation de l'incertitude de mesure font l'objet d'un fascicule métrologique international consensuel appelé Guide pour l'expression de l'incertitude de mesure ou GUM.

## Histoire abrégée

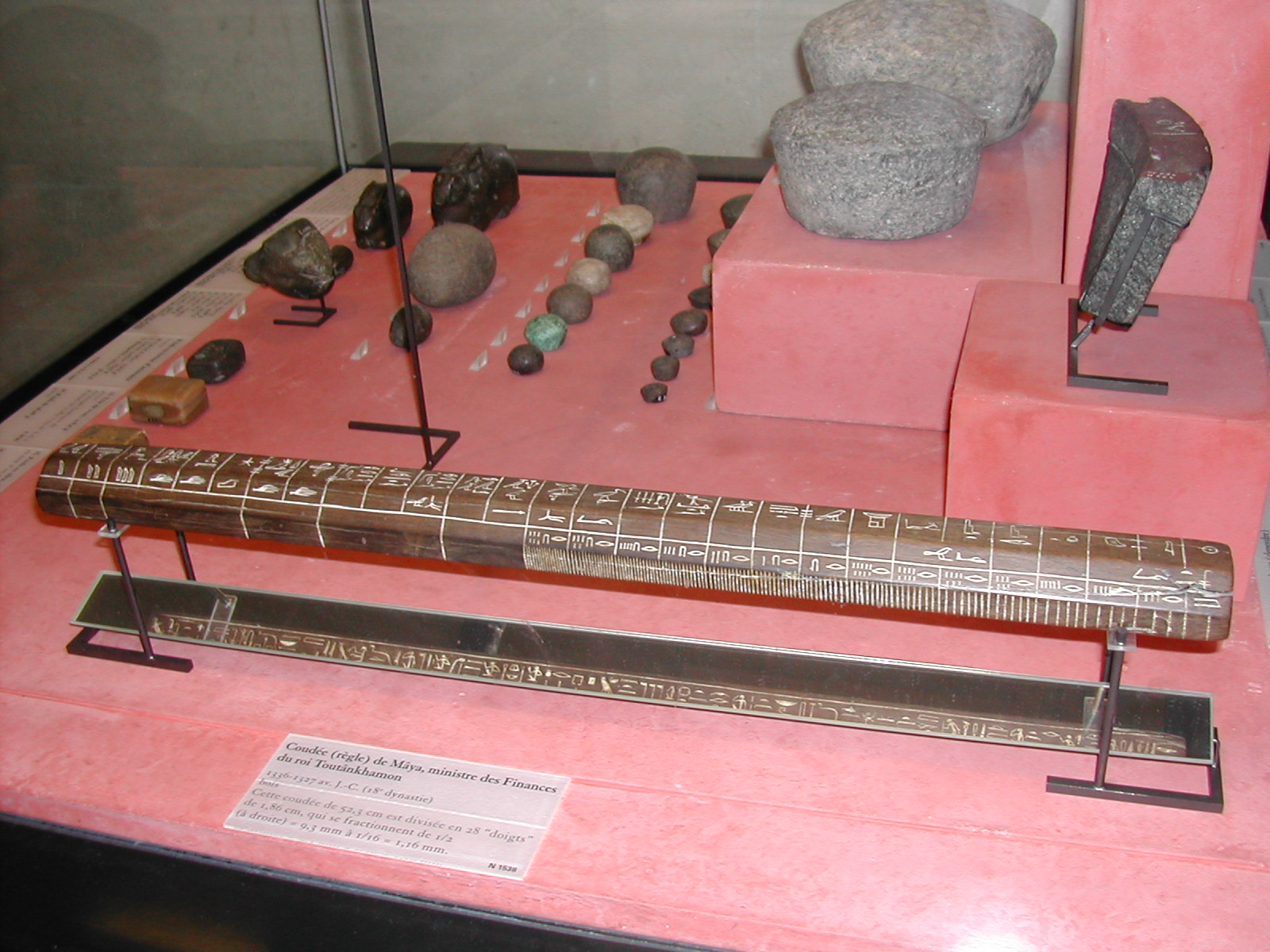
Coudée de Maya (ca. 1330 av. J.-C.) et divers poids au second plan.

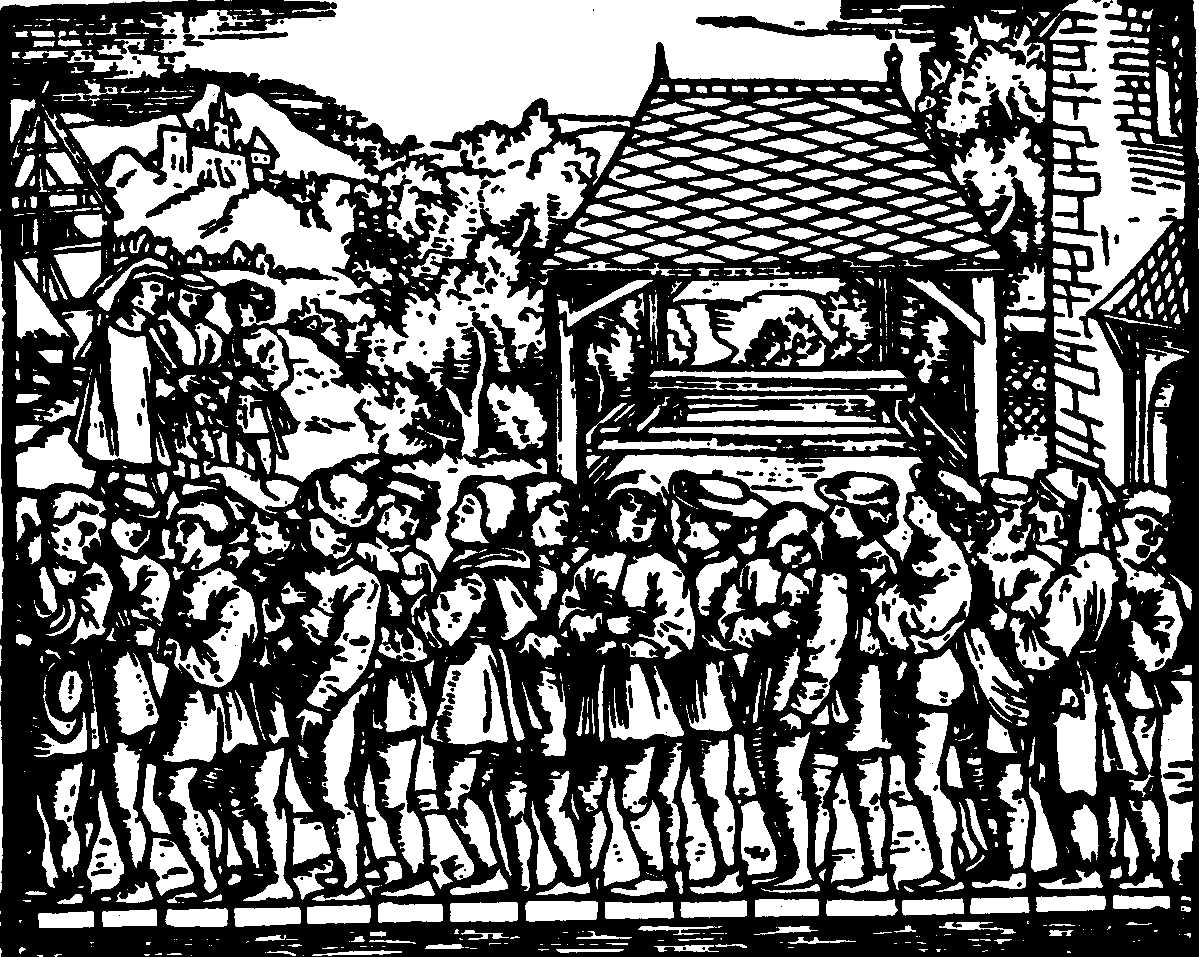
Détermination d'un « pied étalon » dans une ville d'Allemagne à la fin du Moyen Âge ou au début de l'Époque moderne, d'après une xylographie parue à Francfort vers 1575 dans le livre Geometrei de Jakob Kölbel.

Dès les premières civilisations, il a été nécessaire d'effectuer des mesures (poids, longueurs) pour les échanges entre tiers ou les impôts, par exemple. Pour éviter les contestations entre parties prenantes, des « mesures de référence », aujourd'hui appelées « étalons », sont très rapidement apparues. C'est le cas des poids mésopotamiens et égyptiens et de la coudée royale dite « de Maya » de l'Égypte ancienne.

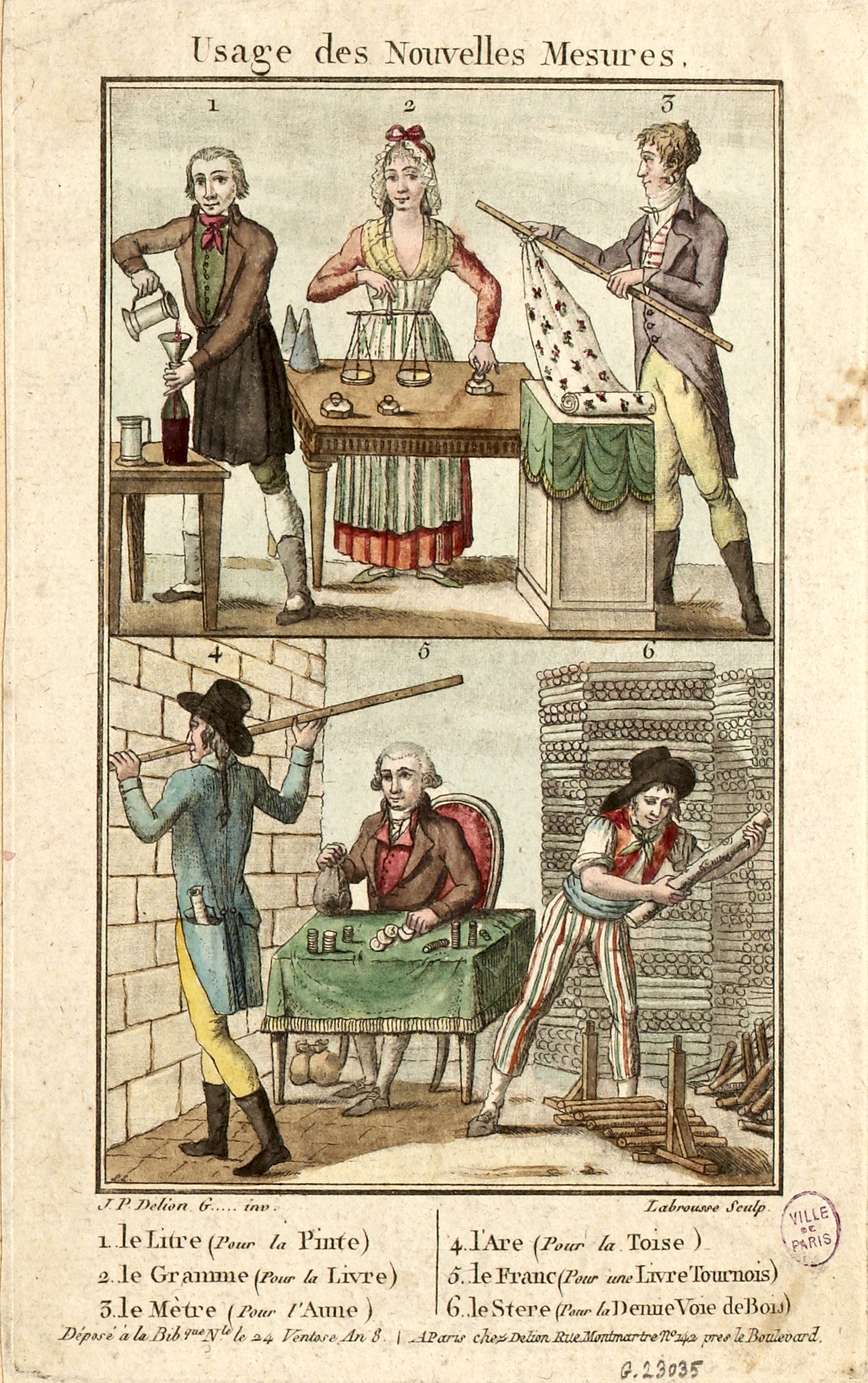
Usage des nouvelles mesures (1800).

Jusqu'au XVIIIe siècle, les grandeurs sont souvent évaluées en comparaison avec des références humaines, comme le « pied » ou le « pouce » pour les longueurs (souvent les organes des rois et empereurs), ou encore le « journal » pour la surface (grandeur d'un champ correspondant à la quantité de travail — moissonnage par exemple — que peut fournir une personne en une journée).
Chaque pays et province a disposé de ses propres unités de mesure ; ainsi, le dictionnaire de Godefroy cite plus de quatre-vingts mesures agraires employées au Moyen Âge. Le poids change même suivant la matière pesée : or et argent, soie ou autre marchandise… Ceci complique les échanges commerciaux et gêne la diffusion des connaissances.
Les scientifiques français, inspirés par l'esprit des Lumières et la Révolution française, conçoivent un système de référence basé sur des références naturelles ayant la même valeur pour tous, sans rapport à une personne particulière, donc universel (dans le sens d'« invariable, accessible à tous et reconnu par tous »). C'est ainsi que l'on prend la longueur du méridien terrestre comme référence de longueur pour bâtir le mètre.
De multiples textes de lois posent les assises de la métrologie. Ce sont, pour les deux textes les plus importants : la loi du 18 germinal an III (7 avril 1795) qui met en place les unités du système métrique et la convention du Mètre signée à Paris le 20 mai 1875 par dix-sept États, qui crée le Bureau international des poids et mesures (BIPM). La convention, modifiée en 1921, régit toujours aujourd'hui l'organisation fonctionnelle des institutions internationales de métrologie : BIPM, CGPM, CIPM.
Au XXe siècle, la métrologie évolue dans tous les domaines la concernant, notamment dans le changement de certaines définitions d'unités de base (longueur, temps…) ; elle favorise aussi les démarches normalisées pour étalonner les instruments de mesure.
Dans ces dernières décennies, elle propose enfin que la variabilité des valeurs mesurées soit considérée comme une dispersion et que cette incertitude métrologique soit traitée par des méthodes statistiques reconnues. Pour ce faire, elle favorise la diffusion des guides VIM et GUM (voir les sections Définition et Principes fondamentaux). Le rôle de tous les acteurs concernés est de mettre en application ces recommandations.
De façon anecdotique, la sonde spatiale martienne Mars Climate Orbiter s'est écrasée sur la planète rouge car une équipe exprimait les longueurs en mètres alors que l'autre les exprimait en pieds (voir l'article consacré).

## Organisation métrologique
« Pour que la mesure ait un sens et que les résultats soient incontestables et puissent être comparés à ceux obtenus en d'autres temps et en d'autres lieux, chaque mesure doit être raccordée à un étalon de référence par une chaîne ininterrompue » ; c'est ce qu'on appelle la traçabilité métrologique.
La fonction principale de la « métrologie scientifique et technique » est de forger les différents maillons de cette chaîne et d'en assurer le bon fonctionnement et la cohérence internationale et nationale ; en parallèle avec la métrologie scientifique, on trouve la « métrologie légale » qui s'appuie sur la métrologie scientifique pour développer sa mission spécifique dans un cadre réglementé de lois et décrets.

### Métrologie scientifique et technique

#### Au niveau international

Sceau original du BIPM.

Au niveau international, la « métrologie scientifique » est la partie de la métrologie qui est chargée de définir les unités de mesure, de les réaliser (étalons), de les comparer entre pays, de les conserver et de les disséminer dans les pays membres,. C'est essentiellement le domaine du Bureau international des poids et mesures (BIPM). Le BIPM et les laboratoires nationaux de métrologie associés ont la charge du Système international d'unités (SI), clef de l'uniformité mondiale des mesures et l'une des bases indiscutables du monde industrialisé.
Pour assurer cette mission d'unification, le BIPM est chargé d'établir les étalons fondamentaux et de conserver les prototypes internationaux ; d'effectuer la comparaison des étalons nationaux avec les étalons internationaux ; d'organiser des comparaisons internationales au niveau des étalons nationaux ; d'assurer la coordination des techniques de mesures correspondantes ; d'effectuer et de coordonner les déterminations relatives aux constantes physiques fondamentales ; d'organiser des réunions scientifiques visant à identifier les évolutions futures du système mondial de mesure et d'informer, par le biais de publications et de réunions, la communauté scientifique, les décideurs et le grand public sur les questions liées à la métrologie et à ses avantages.
Les travaux scientifiques des laboratoires du BIPM se répartissent en fonction des unités SI : masse, temps et fréquences, longueurs, électricité, photométrie et radiométrie, rayonnements ionisants, température, quantité de matière, etc.
Le BIPM n'est soumis qu'à la surveillance du CIPM, lui-même placé sous l'autorité de la CGPM.

#### En France
En 1967, la première chaire de métrologie en France est créée au Conservatoire national des arts et métiers (CNAM) à Paris.
Au niveau national, la « métrologie scientifique » est pilotée, depuis janvier 2005, par le Laboratoire national de métrologie et d'essais (LNE).
Le LNE est chargé de coordonner la métrologie française et de la représenter à l'étranger ; c'est aussi le laboratoire national de référence, pour l'industrie, en matière de métrologie.
À ce titre, sa mission est de : développer et maintenir des étalons nationaux de référence, reconnus à l'international ; permettre à l'industrie (entreprises et laboratoires) de raccorder ses instruments de mesure au SI (exigence qualité des normes ISO 9000), grâce au système des chaînes nationales d'étalonnage pour les six domaines suivants : électricité-magnétisme, longueurs, masses et grandeurs apparentées (force, pression, viscosité, accélération…), quantité de matière - métrologie chimique, radiométrie-photométrie et températures ; proposer ses services d'étalonnage dans le domaine de la santé, l'alimentation et la maîtrise de notre environnement ; délivrer les certificats d'examen des instruments de mesure mis sur le marché et réglementés par le décret français du 3 mai 2001, désigné par le ministère chargé de l'Industrie (il est également notifié pour la directive 2009/23/CE « Instrument de pesage à fonction non automatique ») ; piloter et coordonner les travaux de recherche de l'ensemble des organismes de métrologie français (pour cela, il fédère un réseau de quatre laboratoires nationaux dont lui-même fait partie) et participer aux travaux internationaux de comparaison clés (« Key comparison ») entre instituts nationaux de métrologie, et participer aussi à l'amélioration des unités du Système international (SI).

#### Au niveau des entreprises
La métrologie est intégrée dans la fonction qualité de l'entreprise.
On peut distinguer d'une part la métrologie opérationnelle qui intervient directement dans les processus de production, sous la responsabilité conjointe des méthodes, des opérationnels et de la fonction qualité, et d'autre part la fonction métrologique chargée du suivi métrologique des moyens de mesurage.
Les entreprises de production et les laboratoires opérationnels utilisent des instruments de mesure. Ils doivent s'assurer, dans le cadre des échanges « clients - fournisseurs » du suivi métrologique de leurs instruments. Dans ce cadre, ils sont amenés à entretenir des relations métrologiques avec les instances nationales, soit directement, soit par l'intermédiaire d'organismes de métrologie légale ou de laboratoire d'essais et d'étalonnage accrédités. La série des normes ISO 9001 fixent aussi les procédures à respecter par les entreprises dans le domaine de la métrologie.

### Métrologie légale
« La métrologie légale désigne l’application d’exigences réglementaires à des mesurages et à des instruments de mesure ».
Au niveau international, elle est pilotée par l'Organisation internationale de métrologie légale (OIML) en relation avec le BIPM.
Au niveau national, elle est pilotée par la direction générale des entreprises (DGE) qui a été créée par décret le 16 septembre 2014. La DGE, dans le domaine de la métrologie, donne des indications sur la métrologie industrielle, la réglementation, les organismes agréés ou désignés pour la vérification des instruments de mesure.
La métrologie légale concerne toutes les activités de mesurage relevant d'exigences définies par une réglementation. Ce sont, par exemple, les mesurages effectuées dans le cadre de transactions commerciales : mesurage du volume de carburant distribué en station service et affiché par les pompes ; le mesurage des quantités de produits pré-emballés et respect des normes les concernant ; le pesage des produits et affichage des indications des balances ; mesurage de l'énergie électrique consommée et affichée par les compteurs… ; les mesurages effectuées pour définir le prix d'une taxe ou l'importance d'une sanction : cinémomètres — les radars automobile —, éthylomètres… ; les mesures des rejets de polluants : analyseur de gaz d'échappement de véhicule automobile… ; les mesures liées à la santé : pharmacie, appareils enregistreurs de tous types…
La métrologie légale inclut quatre activités principales : l'établissement des exigences légales ; le contrôle/l'évaluation de la conformité de produits réglementés et d'activités réglementées ; la supervision des produits réglementés et des activités réglementés, et la mise en place des infrastructures nécessaires à la traçabilité des mesures réglementées et des instruments de mesure.
Elle est liée à différentes législations comme la Directive du Conseil du 20 décembre 1979 concernant le rapprochement des législations des États membres relatives aux unités de mesure et abrogeant la directive 71/354/CEE (80/181/CEE).

## Chaîne d'étalonnage industrielle
L'entreprise doit mettre en place un système capable de vérifier par étalonnage que tous les moyens de mesure sont capables de réaliser des mesurages à l'intérieur des limites appropriées aux exigences. Les étalons de l'entreprise doivent être raccordés aux étalons nationaux (eux-mêmes raccordés aux étalons internationaux) pour s'assurer de la qualité du système.

### Hiérarchie de l'étalonnage
Pour l'entreprise, il s'agit tout d'abord de se situer sur le plan national. Le système mis en place par le Comité français d'accréditation (Cofrac) pour le raccordement des étalons de référence et des instruments de mesure de l'entreprise aux étalons nationaux est constitué de trois niveaux :
1. au niveau supérieur : le laboratoire national chargé de la conservation des étalons nationaux, dits ici primaires ;
2. au niveau intermédiaire : les organismes accrédités à effectuer le transfert vers l'industrie par des étalons dits secondaires ;
3. au niveau inférieur : les opérationnels, soit les industriels et les laboratoires de métrologie qui doivent faire étalonner leurs étalons de référence et autres instruments ne pouvant être étalonnés dans leur propre métrologie.

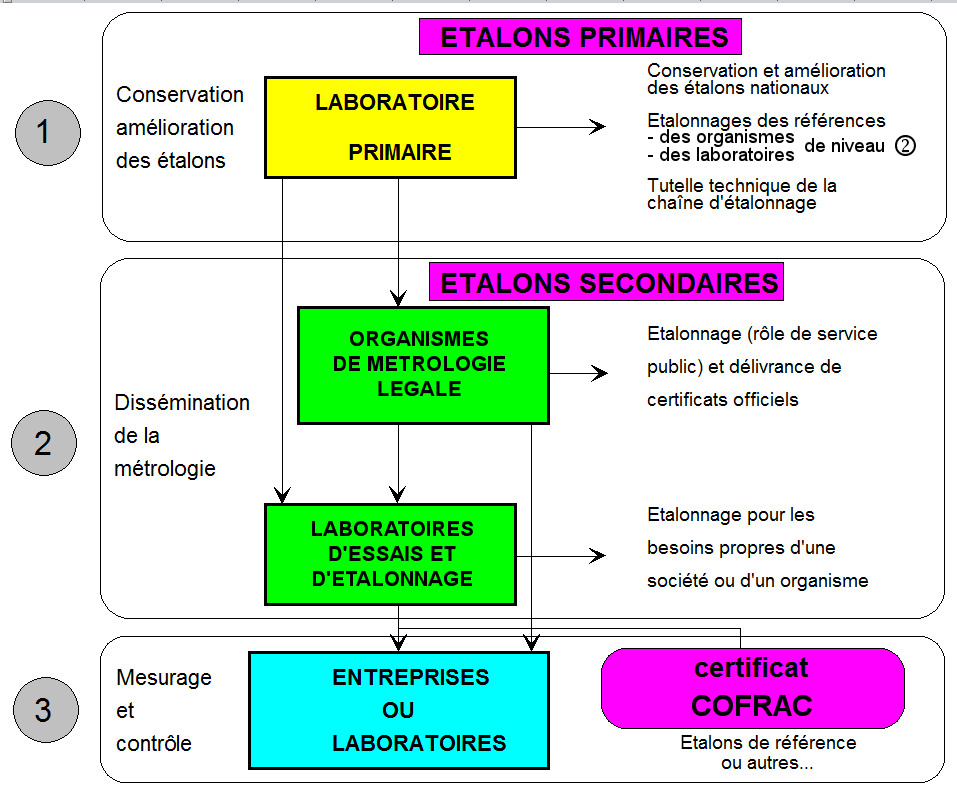
Schéma directeur d'une chaîne d'étalonnage industrielle.

#### Exemple simplifié

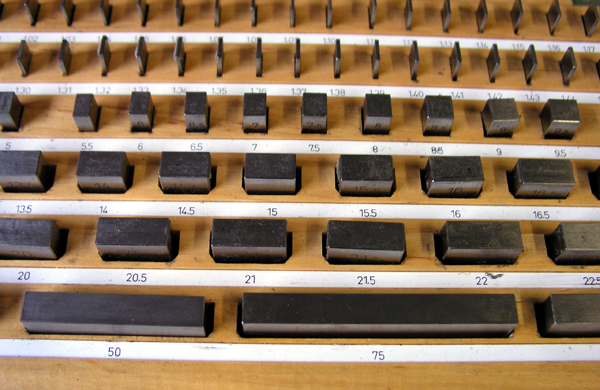
Un jeu de cales étalon.

Une entreprise de fabrication mécanique possède un parc d'instruments de mesure de longueur (pieds à coulisse, micromètres…). Elle suit ses instruments dans sa métrologie-propre où ses instruments sont étalonnés et vérifiés avec des cales-étalon et des comparateurs adéquats. Ces derniers sont étalonnés avec un jeu de cales-étalon et un comparateur adéquat de référence de l'entreprise aux trois niveaux de la chaîne d'étalonnage :
1. le laboratoire national emploie des cales-étalon de classe 00 et des comparateurs adéquats pour étalonner les cales de classe 0 ; les étalons de niveau 00 du laboratoire national sont comparés aux étalons internationaux par le BIPM.
2. le laboratoire emploie des cales-étalon de classe 0 et des comparateurs adéquats pour étalonner les cales de référence de l'entreprise ; les étalons de niveau 2 du laboratoire sont étalonnés par un laboratoire national de niveau 1 attaché au LNE ;
3. les cales-étalon de référence de classe 1 de la métrologie sont étalonnées par un laboratoire d'étalonnage extérieur accrédité de niveau 2.

## Organismes liés à la métrologie

### Au niveau international
On peut citer le Bureau international des poids et mesures (BIPM) situé au Pavillon de Breteuil à Sèvres, créé par le traité diplomatique de la Convention du Mètre. Il y a 55 États membres du BIPM et 41 associés à la CGPM (au 1er janvier 2015) ; le Comité international des poids et mesures (CIPM) ; la Conférence générale des poids et mesures (CGPM), la plus haute autorité mondiale en métrologie ; l'International Laboratory Accreditation Co-operation (ILAC) ; l'European cooperation for accréditation (EA) ; l'Organisation internationale de métrologie légale (OIML) ; le Comité de données pour la science et la technologie (CODATA) ; l'International Measurement Confederation (IMECO) et l'International Accreditation Forum (IAF).

### En France
Le Laboratoire national de métrologie et d'essais (LNE) fédère les laboratoires nationaux de métrologie hébergés par quatre grands organismes (le Conservatoire national des arts et métiers (CNAM), l'Observatoire de Paris (OP), le Commissariat à l'énergie atomique et aux énergies alternatives (CEA), et le LNE lui-même) et des laboratoires associés. La direction générale des entreprises est l'organisme chargé de la métrologie légale. Le Comité français d'accréditation (Cofrac) est un organisme accréditant les laboratoires d'étalonnage. Le Collège français de métrologie est une association d'usagers. Le Comité français pour la Formation à la mesure tridimensionnelle (COFFMET) est partenaire de Aukom, organisme ayant pour but d'uniformiser le langage de la métrologie dans le monde.

### Organismes de normalisation
L'ISO fédère les organismes nationaux de normalisation. Chaque pays a son propre organisme de normalisation : l'Association française de normalisation (Afnor) en France, l'American National Standards Institute (ANSI) aux États-Unis, l'Institut allemand de normalisation (DIN) en Allemagne, le Bureau de normalisation (NBN) en Belgique, le British Standards Institute (BSI) au Royaume-Uni, l'Institut fédéral de métrologie (METAS) en Suisse… Ces organismes nationaux sont, dans leur grande majorité, privés (l'Afnor, par exemple, est une association loi de 1901) et les normes qu'ils éditent sont payantes. La Commission électrotechnique internationale (CEI) pour les domaines de l'électricité et de l'électrotechnique.

## Normes
Certaines de ces normes risquent de ne plus être en vigueur après 2015. On peut citer : le VIM : Vocabulaire international de métrologie — Concepts fondamentaux et généraux et termes associés, 2012 ; le GUM : Guide pour l'expression de l'incertitude de mesure, 2008 ; les ISO/CEI 17025 (septembre 2005) Exigences générales concernant la compétence des laboratoires d'étalonnages et d'essais ; les ISO 15189 (d'août 2007) Laboratoires de biologie médicale - Exigences particulières concernant la qualité et la compétence ; les ISO 10012 (septembre 2003) Systèmes de management de la mesure - Exigences pour les processus et les équipements de mesure ; les FD X 02-003 (mai 2013) Normes fondamentales - Principes de l'écriture des nombres, des grandeurs, des unités et des symboles ; les NF X 02-006 (août 1994) Normes fondamentales - Le Système international d'unités - Description et règle d'emploi - Choix de multiples et de sous-multiples ; le ISO/GUIDE 30 (novembre 1995) Métrologie - Termes et définitions utilisées en rapport avec les matériaux de référence ; le X 07-011 (décembre 1994) Métrologie - Essais - Métrologie dans l'entreprise - Constat de vérification des moyens de mesure ; le FD X 07-012 (novembre 1995) Métrologie - Métrologie dans l'entreprise - Certificat d'étalonnage des moyens de mesure ; le FD X 07-013 (décembre 1996) Métrologie - Métrologie dans l'entreprise - Critères de choix entre vérification et étalonnage, utilisation et conservation des résultats de mesure ; l'X 07-014 (novembre 2006) Métrologie - Optimisation des intervalles de confirmation métrologique des équipements de mesure ; l'X 07-015 (août 2007) Métrologie - Raccordement des résultats de mesure au Système international d'unités (SI) ; l'X 07-016 (décembre 1993) Métrologie - Essais - Métrologie dans l'entreprise - Modalités pratiques pour l'établissement des procédures d'étalonnage et de vérification des moyens de mesure ; l'X 07-017-1 (décembre 1995) Métrologie - Procédure d'étalonnage et de vérification des instruments de pesage à fonctionnement non automatique (IPFNA) - Partie 1 : vérification ; l'X 07-017-2 (décembre 1997) Métrologie - Procédure d'étalonnage et de vérification des instruments de pesage à fonctionnement non automatique (IPFNA) - Partie 2 : étalonnage ; l'X 07-018 (décembre 1997) Métrologie - Métrologie dans l'entreprise - Fiche de vie des équipements de mesure, de contrôle et d'essai ; l'X 07-019 (décembre 2000) Métrologie - Relations clients/fournisseurs en métrologie ; les FD X 07-021 (octobre 1999) Normes fondamentales - Métrologie et application de la statistique - Aide à la démarche pour l'estimation et l'utilisation de l'incertitude de mesure et des résultats d'essais ; les FD X 07-022 (décembre 2004) Métrologie et application de la statistique - Utilisation des incertitudes de mesure : présentation de quelques cas et pratiques usuelles ; le FD X 07-025-1 (décembre 2003) Métrologie - Programme technique de vérification des équipements de mesure - Partie 1 : principes généraux - Démarche commune et générale pour élaborer un programme technique de vérification ; les FD X 07-025-2 (décembre 2008) Métrologie - Programmes techniques minimaux de vérification métrologique des équipements de mesure - Partie 2 : domaines électricité/magnétisme et temps/fréquence, et les normes de la série ISO 5725 (décembre 1994) Application de la statistique - Exactitude (justesse et fidélité) des résultats et méthodes de mesure - Parties 1 à 6.